# 課田法
課田法西晉時制定的納稅法制，官府按人徵收固定的田租。
《晉書·食貨志》：「丁男（16-60歲）課田50畝，丁女20畝，次丁（13-15，61-65歲）男半之，女則不課。」課田的田租50畝收租4斛，大抵合每畝8升。邊遠民族居民不課田，每戶交米3斛，再遠的交5鬥，叫做「義米」；極遠的每人交錢28文，叫做「算錢」。